# Црноока деверика
Деверика црноока (лат. Abramis sapa) је слатководна риба из породице шарана (Cyprinidae).

## Опис и грађа
Деверика црноока се одликује високим телом и дугачким подрепним перајем. Њушка јој је испупчена, дебела и тупа. Леђа су јој тамномодра и зеленкаста, бокови сребрнасти, а трбух бео. Нарасте до 20 cm, а изузетно до 30 cm.

## Навике, станиште, распрострањеност
Деверика црноока насељава воде црноморског слива. Дунавом доспева до Немачке, где насељава његове притоке. Живи у већим јатима и при дну равничарских река и језера. 

## Размножавање
Деверика црноока се мрести  у априлу и мају и тада мужјаци имају брадавичасте израштаје по трупу, глави и унутрашњим површинама пераја. Женка положи око 10 000 јајашаца икре, мада јој је плодност 42 000 – 150 000 јајашаца. Икру лепи на подводно биље. 